# Дустлик (Джизакская область)
Дустлик (узб. Doʻstlik / Дўстлик) — город (с 1983 года, до этого — посёлок городского типа), центр Дустликского района Джизакской области Узбекистана.
В городе расположена железнодорожная станция Дустлик (на линии Сырдарьинская — Джизак).

## Население
| 1979 | 2014   |
| ---- | ------ |
| 8221 | 50 546 |